# Griva de l'illa de Tristan da Cunha
La griva de l'illa de Tristan da Cunha (Turdus eremita) és un ocell de la família dels túrdids (Turdidae).

## Hàbitat i distribució
Habita els boscos de les illes Inaccessible, Nightingale i Tristan da Cunha, a l'arxipèlag Tristan da Cunha.